# 保罗·里夫斯

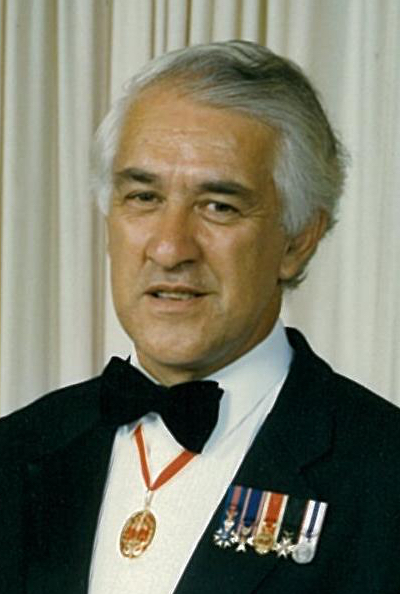
1987年時的里夫斯

保罗·阿尔弗雷德·里夫斯爵士，ONZ，GCMG，GCVO，CF，QSO（Sir Paul Alfred Reeves，1932年12月6日—），新西兰圣公会大主教和奥克兰主教（1980-1985），新西兰总督（1985-1990）。
里夫斯就读多所大学，包扩惠灵顿维多利亚大学、奥克兰圣约翰学院、奥克兰大学和牛津大学圣彼得学院。
1971年里夫斯第一次被任命为Waiapu主教。1985年11月-1989年11月任新西兰总督，他是纽西兰历史上第一个毛利裔总督。
他现任奥克兰理工大学校长。